# Хумбан-Халташ I
Хумбан-Халташ I (? — близько 681 до н. е.) — співцар Еламу близько 688—681 років до н. е.

## Життєпис
Походив з династії Хумбан-тахрідів. Про батьків відомостей обмаль. Посів трон близько 688 року до н. е. після смерті двоюрідного брата Хумбан-нумену III. Вимушений був протистояти іншому двоюрідному братові Шілхак-Іншушинаку II, який закріпився на частині Еламу.
Хумбан-Халташ I раптово помер 681 року до н. е. від невідомої хвороби, що перебігала з гарячкою. Йому спадкував син Хумбан-Халташ II.